# Kaštel v Jasenici

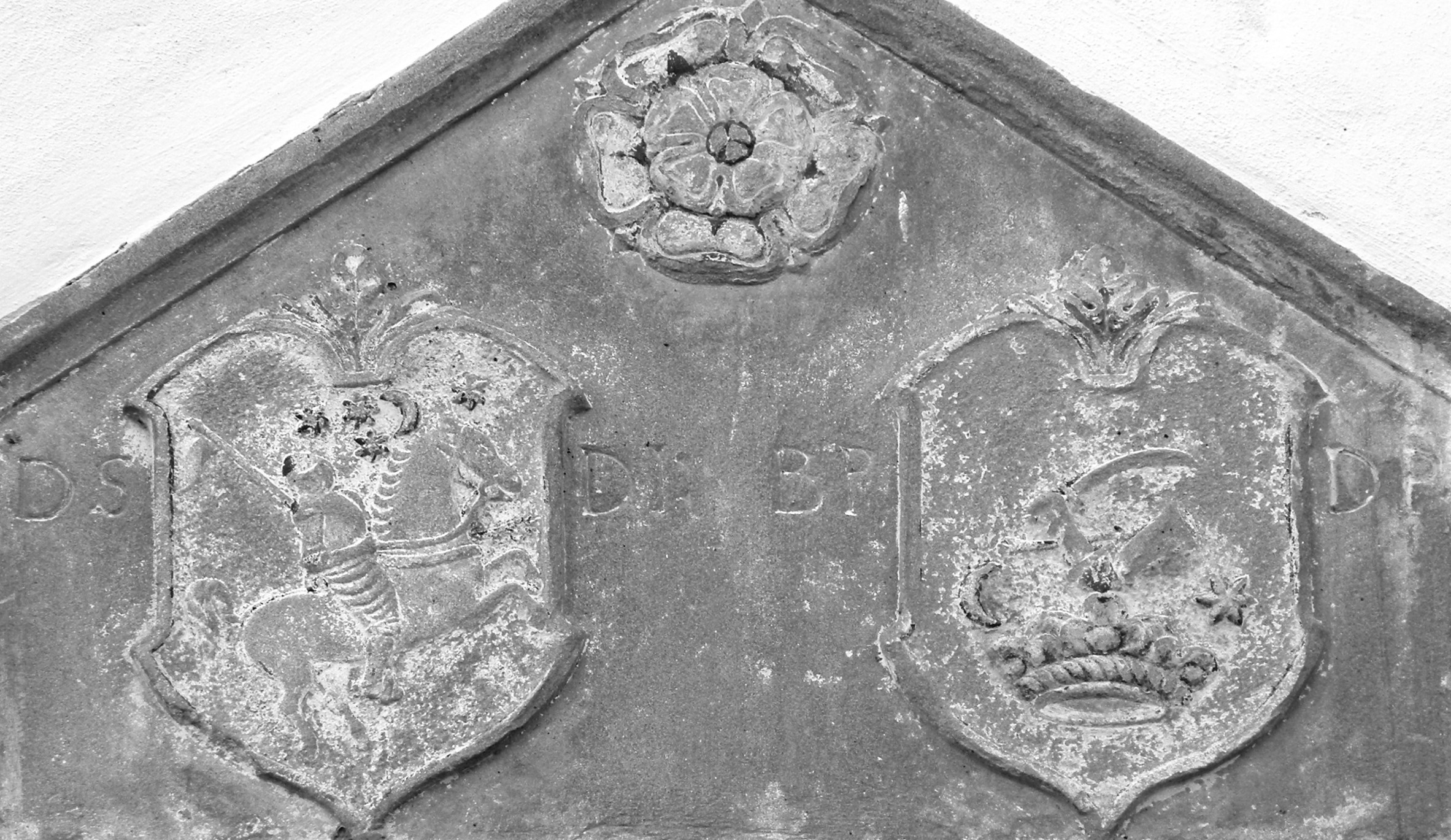
Deska s erby stavitelů nad vstupním portálem

Kaštel v Jasenici je renesanční stavba v obci Jasenica, okres Považská Bystrica. Kaštel je zapsán do seznamu národních kulturních památek.

## Majitelé zámečku
Kaštel dal postavit Daniel Suňog s manželkou Barborou Pružinskou, jak to dokládá nápisová deska nad vstupem do zámku, na které jsou i erby stavitelů. Daniel pocházel ze zemanské větve rodu Suňog. Jeho syn Michal a synovec Erasmus patřily v polovině 17. století k středně majetným zemanům, bohatství Suňogovců potvrzuje i tereziánský urbář ze 70. let 18. století, ve kterém byli uvedeni Michal, František a Josef Suňogovci. Suňogovci žili v kaštelu v Jasenici a v kaštelu v Divince, od 18. století se rod rozdělil na dvě základní větve – Michal Suňog s manželkou Barborou Suňogovou žili v kaštelu v Jasenici, po jeho smrti patřil zámeček jeho synovi Valentýnovi, jím rod Suňogovců v Jasenici končí, v Divince se usadil Michalův strýc František s manželkou Janou Suňogovou, a po něm jeho syn Anton s manželkou Evou Barošovou a vnuk Jan Nepomuk s manželkou Marií Sądecki, jími končí rod Suňogovců v Divince. Potomci Suňogovců se později vystěhovali do Maďarska. 

## Dějiny zámečku
Kaštel je dvoupodlažní stavba s dvojtraktovou dispozicí s půdorysem ve tvaru písmene L, s ústředním dvouramenným schodištěm. V některých místnostech se dochovaly renesanční valené klenby s lunetami a dřevěné trámové stropy, které byly později částečně nahrazeny rovnými stropy, v jedné místnosti se zachoval původní renesanční kamenný krb. Na konci 18. století byl zámeček částečně zbarokizován, menší úpravy byly provedeny také v 19. a 20. století. Okna na fasádě mají zachované plastické šambrány s nadokenními a podokenními římsami a nad portálem je kamenná deska s erbem a nápisem. Na nárožích se zachovalo původní sgrafito. V roce 1877 popisuje Zechenter-Laskomerský ve svém cestopise i kaštel v Jasenici: Jesenice je nevelká obec, bez zvláštního výrazu, ale obsahuje v sobě ukrytou perlu básnictví. Pod kopcem leží Súňogovský zámeček s erbem nad vchodem a se dvěma okrouhlými věžemi na rozích. Stavení to nosí ráz XVII. století a obsahuje v sobě deset pokojů; tyto jsou pusté, smrdí myšmi, ale dalo by se to vše s nevelkými náklady zřídit. Stavení je na patro. Dvůr má velký, ale splnila se na něm židovská kletba: „Bodejť by ti přede dveřmi tráva rostla“. Jedna kráva by se statečně z toho dvora uživila. V popředí dvora při cestě stojí dlouhé, zděné, neomítnuté stavení. Měla to být přádelna, ale ta již v počátcích zanikla a strhla i pana Súňoga do bídy. Vedle zámku či zámečku existují dvě náramné, čtrnáct jiter velké ovocné zahrady. K tomu patří lesy po horách a rovné úrodná pole, vše přes pět set jiter
V letech 2003 – 2005 byl zámeček opraven a sloužil jako detašované pracoviště Vlastivědného muzea v Považské Bystrici, dnes patří obci Jasenica, která ho pronajímá.